# Tsar Kólokol

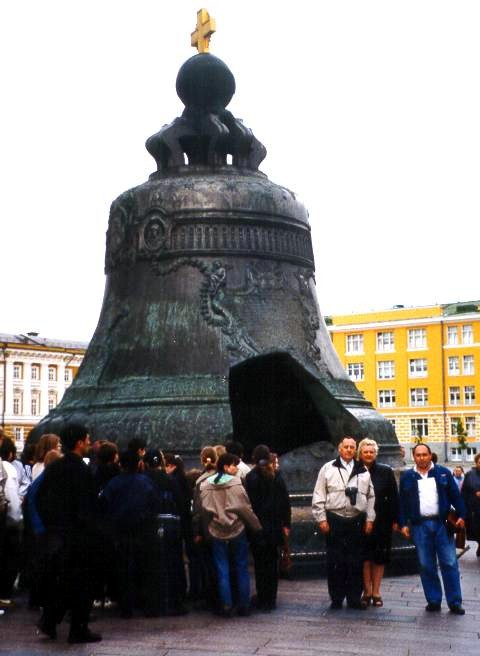
Tsar Kólokol.

Tsar Kólokol (en rus: Царь-ко́локол), que significa "Rei de les campanes", és una enorme campana que s'exhibeix al Kremlin de Moscou, Rússia. Es tracta de la campana més gran del món, encara existent. La campana va ser encarregada per l'emperadriu Anna de Rússia, neboda de Pere el Gran.
La campana pesa 216 tones, amb una alçada de 6,14 metres i un diàmetre de 6,6 metres. Va ser fosa en bronze pels mestres Ivan Motorin i el seu fill Mikhaïl entre 1733 i 1735. Els ornaments, retrats i inscripcions van ser fets per V. Kóbelev, P. Gàlkina, P. Kókhtev, P. Serebriakov i P. Lukóvnikov.
La campana es va trencar durant un incendi el 1737. El Tsar Kólokol la va fer posar el 1836 en un suport al costat de la torre del campanar de Sant Ivan. Anteriorment hi havia hagut dues campanes amb el mateix nom, una fosa el segle xvii i l'altra el 1654 (d'aproximadament 130 tones). Aquesta última es va trencar durant un incendi el 1701 i les seves restes van ser utilitzats per crear la Tsar Kólokol.